# Rosemont (Powhatan, Virginia)
Rosemont, también conocido como la Silla de Taylor y Hardscrabble, es un hogar histórico ubicado cerca de Powhatan, Condado de Powhatan, Virginia. Fue construido en 1898, y son dos plantas y media que se encuadran en el estilo de la Reina Anne / estilo palo. Presenta detalles de un Gótico renacentista. Diversos tipos de ventanas, vidrieras, revestimientos de madera y una plétora de chimeneas. También sobre la propiedad está la aportación original que enmarca el establo y el cementerio.
Fue añadido al Registro Nacional de Lugares Históricos en 2008.